# WarioWare: Smooth Moves
WarioWare: Smooth Moves (おどるメイド イン ワリオ Odoru Meido in Wario, Odoru Made in Wario i Japan, oversat til "Dancing Made in Wario") er et spil i WarioWare-serien, som udkom på Wii. Serien er kendt for sin japanske humor, hurtige tempo og afveksling fra andre spil.
De tidligere spil har alle budt på en række minispil, som skal klares inden for en tidsgrænse på 5 sekunder, og dette er også tilfældet i WarioWare: Smooth Moves, som har over 200 minispil.
Spillet udkom den 12. januar 2007 i Europa og understøtter op til 12 personer i multiplayer, hvor Wii Remote går på skift. I nogle enkelte minispil bruges nunchuk'en også.

## Styring
Spillet benytter sig af 18 forskellige måder til at holde Wii Remote. Man skal blandt andet dreje Wiimoten til siden og "pumpe" en ballon op, svinge den op og ned for at få en mand til at løbe, sætte den på hoften og bruge en hulahop-ring. I boss-kampene skal man ofte bruge flere af styremåderne.